# Musée d'Art de Hiroshima

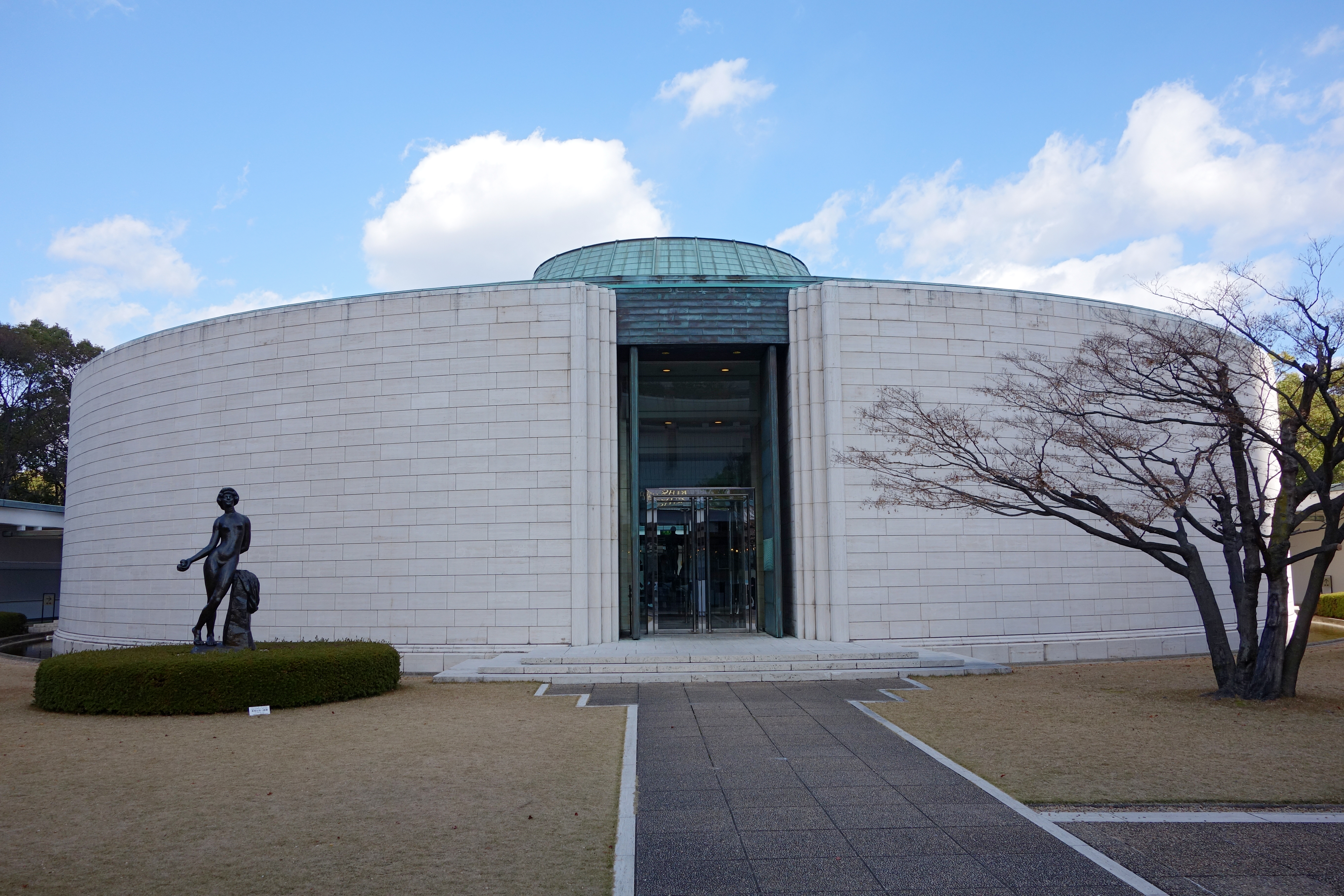
Musée d'art de Hiroshima

Le musée d'art de Hiroshima (ひろしま美術館, Hiroshima bijutsukan) est un musée fondé en 1978 et situé dans le parc central de Hiroshima au Japon. Ses collections sont centrées sur la peinture françaises (romantisme, impressionnisme, postimpressionnisme, fauvisme, cubisme et école de Paris), ainsi que les peintures à l'huile japonaises d'inspiration occidentale (yō-ga). Il se tient en bordure du parc central (Chuo Kōen) de Hiroshima, au nord du parc du Mémorial de la Paix, au 3-2 Motomachi, Naka-ku,.

## Historique
Le musée en fondé en 1978 par la Banque de Hiroshima (広島銀行) pour célébrer le centenaire de sa création, et ouvre le 3 novembre.

## Collections

### Première galerie
Romantisme et impressionnisme :

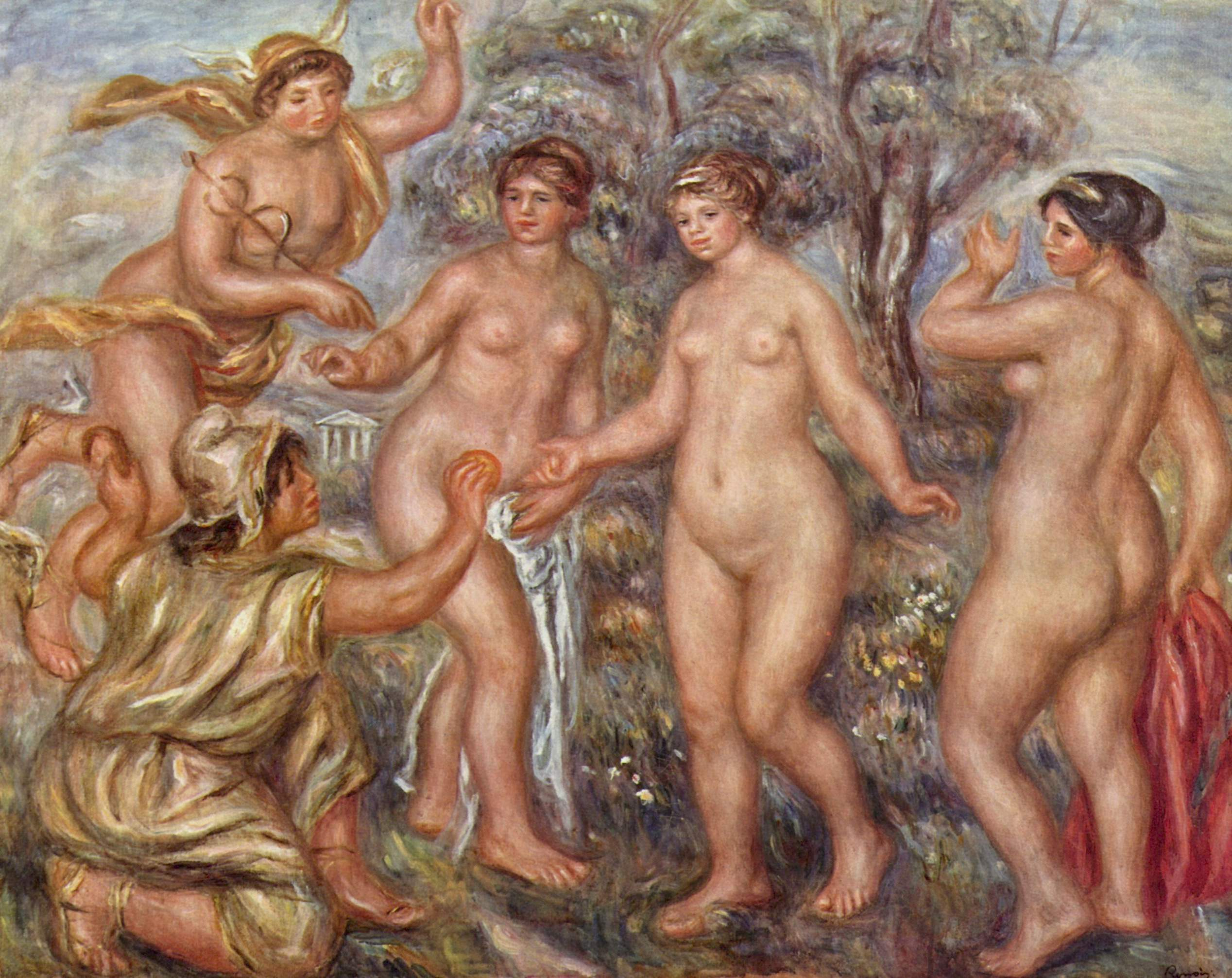
Le Jugement de Pâris, par Auguste Renoir (vers 1913-1914).

- L'Arabe au tombeau et le Soldat à l'épée d'Eugène Delacroix
- Le moissonneur, Le ramasseur des fagots, soleil couchant de Jean-François Millet
- Les baigneuses des Îles Borromées, Paysanne assise dans la verdure, tenant une guirlande de fleurs de Camille Corot
- Quai de l'Hôtel de ville et le marché aux pommes de Stanislas Lépine
- Combat de cerfs dans la neige de Gustave Courbet
- La femme au soulier rose (Berthe Morisot), Femme au chapeau à plume grise d'Édouard Manet
- La promenade à cheval, La femme au tub, Danseuse en robe rouge d'Edgar Degas
- Paysage à Bordeaux d'Eugène Boudin
- Paysage Hollande, Matinée sur la Seine(Bras de la Seine Près de Giverny) de Claude Monet
- St. Mammès d'Alfred Sisley
- Place de la Trinité (Paris), Le bras vif a Croissy (Seine-et-Oise), Le Jugement de Pâris, Femme au chapeau de paille, Vénus à la pomme d'Auguste Renoir
- Baigneuses (Étude), Le Pont Neuf de Camille Pissarro

### Deuxième galerie
Néo-impressionnisme et postimpressionnisme :
- L'arbre tordu, Paysan assis de Paul Cézanne
- Le jardin de Daubigny de Vincent van Gogh
- Jeunes Bretons au bain (La baignade au moulin du Bois) de Paul Gauguin
- Vers le bourg de Georges Seurat
- Portrieux, Gouverlo, Paris, Le Pont-Neuf de Paul Signac
- Le refrain de la chaise Louis XIII au cabaret d'Aristide Bruant, Aristide Bruant d'Henri de Toulouse-Lautrec
- Pégase, cheval sur le rocher, Les fleurs dans un vase bleu d'Odilon Redon
- Nature morte de Pierre Laprade
- Mlle Meissner d'Edvard Munch
- Vue des fortifications d'Henri Rousseau
- Personnages d'André Bauchant
- Le pavillon d'Henri Le Sidaner
- Place Pigalle, Jeune fille au corsage blanc (Mlle. Leïla Claude Anet) de Pierre Bonnard
- Nu debout dans l'atelier d'Edouard Vuillard
- Idole à la perle de Paul Gauguin
- Vue de St. Tropez d'André Dunoyer de Segonzac

### Troisième galerie
Fauvisme et cubisme :
- La France, Jeune fille en vert dans intérieur rouge d'Henri Matisse
- Panorama, Paysage de Provence, Nu dans un paysage, Femme blonde dans un paysage d'André Derain
- Vase de fleurs, Paysage dans la neige, Paysage avec arbres de Maurice de Vlaminck
- Le Pont Neuf et la Samaritaine d'Albert Marquet
- Pierrot, Les deux frères, pierrot et clown de Georges Rouault
- Epsom, le défilé de Derby de Raoul Dufy
- Can Can, Deux femmes au bar, Buste de femme (Fernande), Quatre baigneuses, Maternité, Paul, fils de l'artiste, à deux ans, avec son agneau, Femme aux mains jointes, Buste de femme de Pablo Picasso
- Compotier et fruits de Georges Braque
- La danse - 1er état de Fernand Léger
- Danseuse tenant son pied droit avec sa main droite d'Edgar Degas

### Quatrième galerie
École de Paris :
- Portrait de jeune fille à la blouse bleue, Portrait de homme, Tête d'Amedeo Modigliani
- La femme à la chaise, Nature morte au pot blanc et au hareng de Chaïm Soutine
- Esquisse pour "La Maison meublée", Deux femmes et une biche, Femme au bouquet de fleurs de Marie Laurencin
- Rue à Montmorency, La Cathédrale Saint-Pierre à Angoulême (Charente) de Maurice Utrillo
- La Roumaine, Fleurs de Moise Kisling
- Princesse Ghika, La dame en vert de Jules Pascin
- Nu allongé au chat, Annonciation, Adoration des Rois Mages, Descente de croix, Asissi, Femme de profil de Tsugouharu Foujita
- Vue de Vitebsk, L'Inspiration, Ma grande mère, Les amoureux au bouquet, Près de la rivière de Marc Chagall
- Vue de Venise, Le couple de Kees van Dongen

### Galeries 5 à 8
Peintures japonaises de style occidental (yō-ga) :
- peonies de Shotaro Koyama
- Farmers returning to home de Chu Asai
- Lamp and two children, European woman in white dress de Seiki Kuroda
- Six themes about the music, Nude and peach blossoms, Sunrise, Raging billows at Daio-misaki Promontory de Takeji Fujishima
- Nude, Nude by the pond de Saburosuke Okada
- Departing spring de Shigeru Aoki
- Girl de Yamashita Shintarō (en)
- Villa Gournay in the suburbs of Paris, The tethered horse de Sakamoto Hanjirō (de)
- Girl playing the piano, Morning in the village of highlands de Minami Kunzō (de)
- Coal heavers in Soshu, China, Kasube and Fugu, Oishida in February de Kanayama Heizō (de)
- Still life with a globe, Self-portrait with a hat de Narashige Koide
- Nude, Karuizawa in autumn de Ryuzaburo Umehara
- Studio de Soutaro Yasui
- The waterworks in a spring day, Terukoin Chinese dress, portrait of the artist's younger sister de Ryusei Kishida
- Mt. Hiei de Kunitaro Suda
- Landscape de Harue Koga
- Red cap de Maeta Kanji (de)
- Reclining Nude, Nude de Hayashi Takeshi (de)
- Location de Voiture, Landscape, Nude(reverse) de Yuzo Saeki
- A corner of the poor cafe de Makoto Saburi (ja)
- Snows de Shikanosuke Oka
- Shallows de Ushijima Noriyuki (de)
- A landscape of Venice de Takanori Ogisu
- Portrait of a woman in the room, Dancer, Roses de Ryōhei Koiso
- A flock of birds (Dead trees) de Kinosuke Ebihara
- Melons, Roses de Kumagai Morikazu (de)
- Tsuwano (Shimane prefecture) de Kazuki Yasuo (de)
- A drunk of my village, Wall, Singing toward the moon, Drunkards in my village, Church, Etude B, White Woman de Rei Kamoi (ja)